# Wilhelm Kattwinkel (Mediziner)
Wilhelm Kattwinkel (* 27. März 1866 in Kierspe (Westfalen); † 21. Januar 1935 in Partenkirchen) war ein deutscher Neurologe und Paläontologe. Er wurde insbesondere bekannt durch die Entdeckung der Fossilienlagerstätte in der Olduvai-Schlucht, die in der Folgezeit unter anderem auch viele Funde von Homininen lieferte.

## Leben
Der Sohn des Kaufmanns Wilhelm Kattwinkel († 1877) und der Henriette Kattwinkel, geborene Bancklotz (1833–1898), studierte erst Naturwissenschaften in Bonn und Straßburg, ab 1894 dann Medizin in Bonn, Königsberg und Erlangen. Seit dem Studium war er Mitglied der Akademischen Verbindung Normannia (seit 1931 Burschenschaft der Niedersachsen Bonn). Er promovierte 1892 in Erlangen zum Dr. med. und bestand 1894 in München das Staatsexamen. 1895 heiratete er in Schwelm die Tochter Martha (* 1872) des Fabrikbesitzers Julius Schmidt. Nach dem Militärdienst wurde Kattwinkel Volontärassistent bei Hugo von Ziemssen und hospitierte von 1900 bis 1905 am Hôpital Salpêtrière und am Bicêtre in Paris. 1902 habilitierte er sich in München, wurde 1909 zum a. o. Professor für Neurologie ernannt und erwarb sich nebenbei Kenntnisse in der Paläontologie, insbesondere in der Deutschen Gesellschaft für Anthropologie, Ethnologie und Urgeschichte durch Karl Alfred von Zittel und Johannes Ranke.
1910 bis 1911 unternahm Kattwinkel gemeinsam mit seiner Frau eine privat finanzierte Forschungsreise nach Deutsch-Ostafrika zur Erforschung der Schlafkrankheit. Im Jahre 1911 fand er am südöstlichen Rand des heutigen Serengeti-Nationalparks eine reiche Fossilien-Fundstätte, die er nach dem Massai-Wort für den dort weit verbreiteten „Wilden Sisal“ Sansevieria ehrenbergii oder Sansevieria suffruticosa (nach anderen Quellen nach der erst 1893 in Afrika eingeführten Sisal-Agave) Oldoway-Schlucht (englisch Olduvay oder Olduvai Gorge) nannte. In der Folge wurde, unterstützt durch Ernst Freiherr Stromer von Reichenbach (München), August Rothpletz (1853–1918, München) und Wilhelm von Branca (Berlin), eine weitere Expedition der Geologischen Institute München und Berlin in die Olduvai-Schlucht vorbereitet. Die Expedition fand 1912/13 unter der Leitung des Geologen Hans Reck statt, der 1913 die ersten Fossilien von Homininen fand. Dieser Expedition sollten weitere folgen, unter anderem 1914 eine von Kattwinkel selbst finanzierte. Durch den Ausbruch des Ersten Weltkrieges wurden die voraus geschickten Expeditionsteilnehmer W. B. Sattler und G. Schulze interniert. Kattwinkel selbst verzichtete daraufhin auf die Reise und besuchte die Olduvai-Schlucht nie wieder.

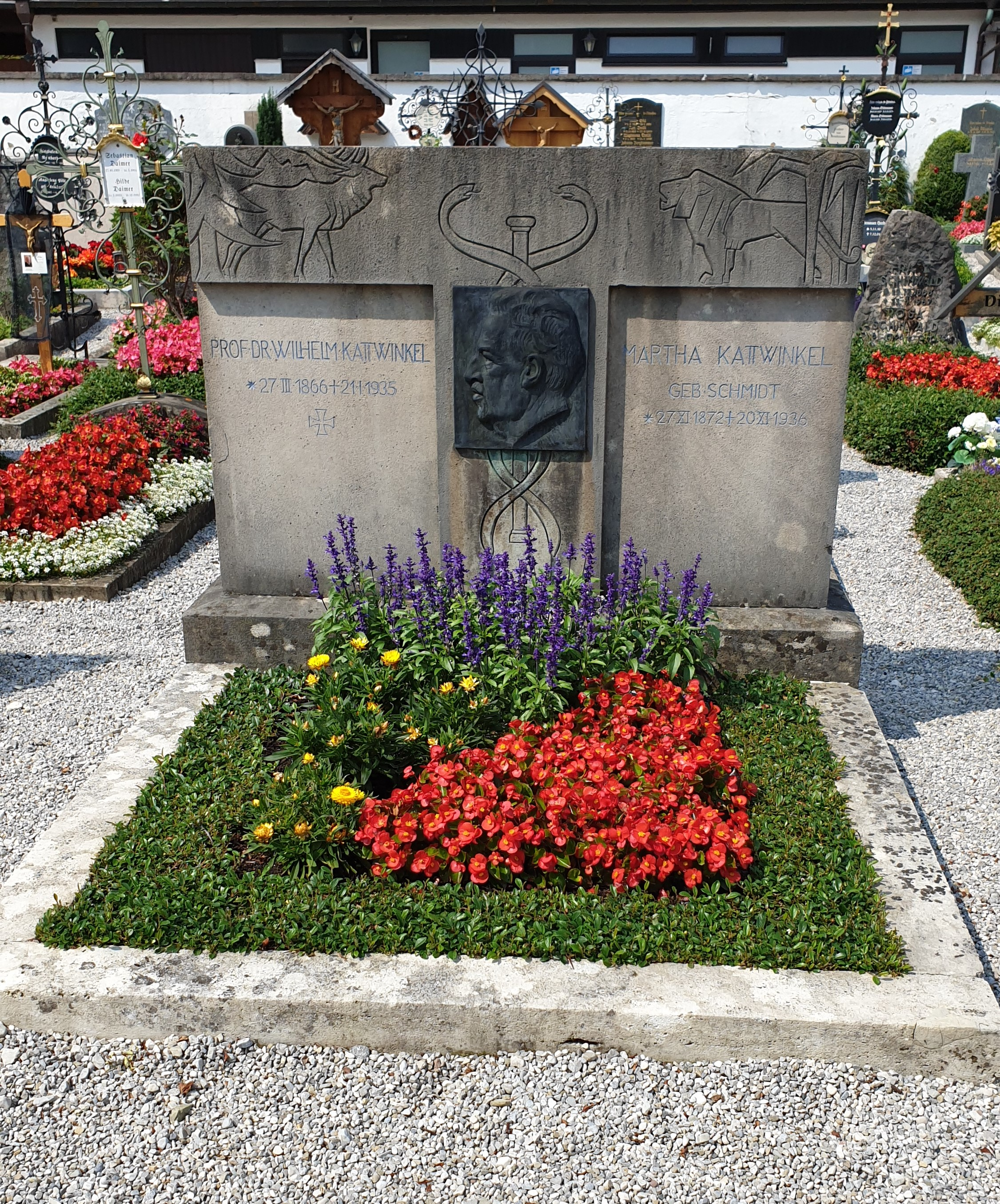
Grabstätte Wilhelm Kattwinkel

Kattwinkel leitete bis 1918 ein Kriegslazarett und nahm dann seine Lehrtätigkeit in München wieder auf. Er wird in den Vorlesungsverzeichnissen der Ludwig-Maximilians-Universität bis zum Wintersemester 1934/35 als nichtplanmäßiger außerordentlicher Professor für innere Medizin und Neurologie geführt. Seit den 1920er Jahren wirkte er außerdem als Arzt im Sanatorium „Wiggers Kurheim“ in Partenkirchen.
Sein Grab befindet sich auf dem Kirchhof der St.-Laurentius-Kirche in Egern.

## Trivia
Louis Leakey, der insbesondere durch seine Funde in der Olduvai-Schlucht bekannt wurde, bezeichnete Wilhelm Kattwinkel fälschlich als einen „Schmetterlingssammler“, der zufällig die Fossilienlagerstätte fand. Warum sich Leakey nicht näher über den Entdecker informierte, ist unbekannt. Seine falsche Darstellung wurde in der späteren Literatur teilweise übernommen.

## Werke
- Ein Fall von primärer systematischer Degeneration der Pyramidenbahnen. (Spastische Spinalparalyse). In: Deutsche Zeitschrift für Nervenheilkunde. 33 1907, S. 1–13, doi:10.1007/BF01652538.
- mit L. Neumayer: Über den Verlauf der sog. Helwegschen Dreikantenbahn oder Bechterews Olivenbündel (Fasciculus parolivaris). In: Deutsche Zeitschrift für Nervenheilkunde. 33, 1907, S. 229–237 & Tafel V, doi:10.1007/BF01668438.
- mit L. Neumayer: Über Ursprung und Verlauf des Türckschen Bündels. In: Deutsche Zeitschrift für Nervenheilkunde. 39, 1910, S. 183–192 & Tafeln III–IV, doi:10.1007/BF01650000.